# Uniontown (Kentucky)
Uniontown é uma cidade localizada no estado americano de Kentucky, no Condado de Union.

## Demografia
Segundo o censo americano de 2000, a sua população era de 1064 habitantes.
Em 2006, foi estimada uma população de 1046, um decréscimo de 18 (-1.7%).

## Geografia
De acordo com o United States Census Bureau tem uma área de
2,5 km², dos quais 2,3 km² cobertos por terra e 0,2 km² cobertos por água. Uniontown localiza-se a aproximadamente 111 m acima do nível do mar.

## Localidades na vizinhança
O diagrama seguinte representa as localidades num raio de 20 km ao redor de Uniontown.